# Яровинский сельсовет
Ярови́нский сельсовет — упразднённые административно-территориальная единица и муниципальное образование со статусом сельского поселения в составе Половинского района Курганской области.
Административный центр — село Яровое.
9 января 2022 года сельсовет был упразднён в связи с преобразованием муниципального района в муниципальный округ.

## История
В соответствии с Законом Курганской области от 6 июля 2004 года № 419 сельсовет наделён статусом сельского поселения.

## Население
| 1989 | 2002 | 2004 | 2010 | 2012 | 2013 | 2014 |
| ---- | ---- | ---- | ---- | ---- | ---- | ---- |
| 945  | ↘898 | ↘810 | ↘450 | ↘423 | ↘395 | ↘375 |
| 2015 | 2016 | 2017 | 2018 | 2019 | 2020 |      |
| ↘361 | ↘334 | ↘329 | ↘326 | ↘309 | ↘283 |      |

## Состав сельского поселения
| № | Населённый пункт | Тип населённого пункта       | Население |
| - | ---------------- | ---------------------------- | --------- |
| 1 | Батырево         | село                         | ↘48       |
| 2 | Гусинное         | деревня                      | ↘27       |
| 3 | Казенное         | деревня                      | ↘48       |
| 4 | Яровое           | село, административный центр | ↘327      |